# Juges de Castille

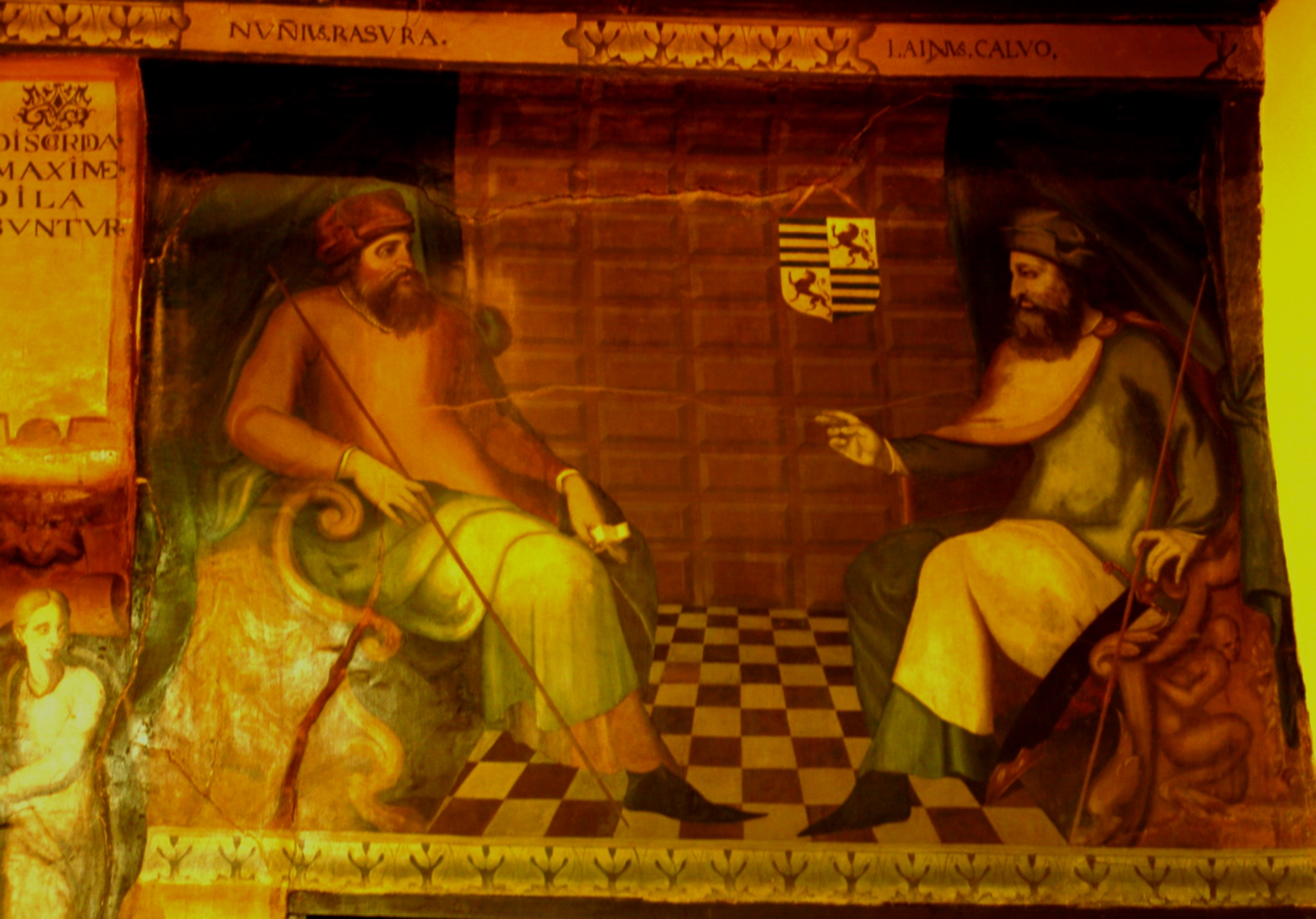
Peinture représentant les Juges de Castille (Arco de Santa María, Burgos):

Les Juges de Castille sont deux personnages légendaires du comté de Castille que les Castillans ont élus comme juges propres pour résoudre leurs litiges en évitant de se rendre à la cour du royaume de León. Les Castillans hésitaient à aller exposer leurs conflits à León, à cause de l'éloignement de cette ville et de la complexité du texte légal en vigueur, le Liber Iudiciorum.

## Origine
En l'an 920, lorsqu'il était roi de Galice et de León, Ordoño II subit la défaite de Valdejunquera. Il attribua cette défaite au refus des magnats castillans de l'accompagner à la guerre de Navarre et il décida de les punir avec rigueur. Les quatre Castillans les plus puissants étaient Nuño Fernández, Fernando Ansúrez, Albolmondar el Blanco et son fils Diego. Ordoño II, sachant que tous les quatre étaient réunis à Burgos, les convoqua à Tejares, au bord du Carrión, où ils se rendirent sans méfiance. Là, Ordoño les fit prisonniers et emmener à León, où ils furent exécutés.
Cette action indigna tellement les Castillans qu'ils décidèrent de se pourvoir d'un gouvernement propre, en élisant parmi les nobles deux magistrats, un civil et un autre militaire, avec le nom de Juges pour leur rappeler que leur mission était de faire justice et pas de mater le peuple avec autoritarisme ou de diminuer sa liberté.
Ces juges exercèrent leur tâche en se basant sur la coutume de Castille, selon le système qu'on appelait juicio del albedrío (jugement de l'arbitre), leurs sentences étant connues comme fazañas. Ils jugeaient d'après la façon des Wisigoths et ainsi cette sorte de démi-république s'établit en Castille jusqu'à sa conversion en comté indépendant.
Les deux premiers juges castillans, élus en 842, sont Nuño Rasura et Laín Calvo. D'après la tradition, les chroniques et les œuvres littéraires ultérieures, ils seraient les ancêtres de, pour Rasura, Ferdinand González de Castille - le premier comte indépendant de Castille - et, pour Calvo, Rodrigo Díaz de Bivar, Le Cid. Ces liens de parenté n'ont pas un aval historique certain.
Une tradition tardive fixe l'estrade des deux premiers juges, Nuño Rasura et Laín Calvo, à la contrée de Fuente Zapata, à Bisjueces, dans la commune de Merindad de Castilla la Vieja. Dans l'ancienne église de Saint André de Cigüenza on peut lire cette épitaphe : Hic jacet Nunius, Rasura, judex Castellanorum (Ci-gît Nunius, Rasura, juge des Castillans). 
Après l'indépendance du comté de Castille et la libération de l'autorité de León, les Castillans ont brûlé des exemplaires du Liber Iudiciorum à Burgos et ont élu des alcaldes (maires) dans chaque comarque pour faire justice selon le système de la coutume.